# Saxônia-Anhalt
Saxônia-Anhalt (português brasileiro) ou Saxónia-Anhalt (português europeu) (em alemão:  Sachsen-Anhalt; por vezes também Alta SaxôniaPB ou Alta SaxóniaPE) é um dos 16 estados federais (Länder) alemães. Localiza-se no centro-leste do país e sua capital é Magdeburgo.
Seus estados limítrofes são a Baixa Saxônia a oeste e a norte, Brandemburgo a nordeste e a leste, a Saxônia a sudeste e a Turíngia a sudoeste.
Uma outra cidade relevante no seu território é Vitemberga.

## Administração
Com a primeira reforma dos distritos ocorrida em 1 de julho de 1994, 21 distritos rurais (Landkreise) foram formalmente criados a partir dos 34 distritos anteriores. Três cidades mantiveram o estatuto de cidades independentes, ou seja, não pertencendo a nenhum distrito.
Na primavera de 2005, o governo iniciou uma reorganização e ampliação dos distritos rurais. A segunda reforma dos distritos na Saxônia-Anhalt (em alemão:  Kreisreform Sachsen-Anhalt 2007) entrou em vigor em 1 de julho de 2007, diminuindo o número de distritos para 11.

### Distritos
Atualmente, a Saxónia-Anhalt está dividida em onze distritos (Landkreise, singular: Landkreis).
| 1. Anhalt-Bitterfeld 2. Börde 3. Distrito da Burguenlândia (Burgenlandkreis) 4. Harz 5. Terra de Jerichow (Jerichower Land) | 1. Mansfeld-Harz do Sul (Mansfeld-Südharz) 2. Distrito do Saale (Saalekreis) 3. Distrito da Salzelândia (Salzlandkreis) 4. Distrito da Altmark de Salzwedel (Altmarkkreis Salzwedel) 5. Stendal 6. Vitemberga (Wittenberg) |

### Cidades independentes
Além dos distritos, existem ainda três cidades independentes (kreisfreie Städte, singular: kreisfreie Stadt), que não pertencem a nenhum distrito:
- Dessávia-Roßlau (Dessau-Roßlau)
- Halle (Saale)
- Magdeburgo (Magdeburg)

## Eleições regionais
(Os resultados apresentados serão os das eleições mais recentes):

### 2016
| Partido                 | Partido                                | Votos     | %    | +/-  | Deputados | +/-     |
| ----------------------- | -------------------------------------- | --------- | ---- | ---- | --------- | ------- |
|                         | União Democrata-Cristã                 | 334 139   | 29,8 | 2,7  | 30 / 87   | 12      |
|                         | Alternativa para a Alemanha            | 272 496   | 24,3 | Novo | 24 / 87   | Novo    |
|                         | A Esquerda                             | 183 290   | 16,3 | 7,4  | 17 / 87   | 9       |
|                         | Partido Social-Democrata               | 119 368   | 10,6 | 10,9 | 11 / 87   | 15      |
|                         | Aliança 90/Os Verdes                   | 58 209    | 5,2  | 2,0  | 5 / 87    | 4       |
|                         | Partido Democrático Liberal            | 54 565    | 4,9  | 1,1  | 0 / 87    | Estável |
|                         | Eleitores Livres                       | 24 269    | 2,2  | 0,6  | 0 / 87    | Estável |
|                         | Partido Nacional Democrático           | 21 230    | 1,9  | 2,7  | 0 / 87    | Estável |
|                         | Partido dos Direitos Animais           | 16 611    | 1,5  | 0,1  | 0 / 87    | Estável |
|                         | Aliança dos Direitos Humanos e Animais | 11 653    | 1,0  | Novo | 0 / 87    | Novo    |
|                         | Outros                                 | 27 047    | 2,4  |      | 0 / 87    |         |
| Votos Inválidos         | Votos Inválidos                        | 24 621    | 2,1  | 0,3  |           |         |
| Total                   | Total                                  | 1 147 498 | 100  |      | 87 / 87   | 18      |
| Eleitorado/Participação | Eleitorado/Participação                | 1 877 649 | 61,1 | 9,9  |           |         |

## Lista dos Ministros-Presidentes da Saxônia-Anhalt
1. 1945 - 1949: Erhard Hübener (LDPD)
2. 1949 - 1952: Werner Bruschke (SED)
3. 1990 - 1991: Gerd Gies (CDU)
4. 1991 - 1993: Werner Münch (CDU)
5. 1993 - 1994: Christoph Bergner (CDU)
6. 1994 - 2002: Reinhard Höppner (SPD)
7. 2002 - 2011: Wolfgang Böhmer (CDU)
8. 2011 - : Reiner Haseloff (CDU)

## Hino
- Lied für Sachsen-Anhalt ("Canção para a Saxónia-Anhalt")